# Иван Бездомни
Иван Бездомни (на руски: Иван Бездомный; истинско име Иван Николаевич Понирьов, на руски: Понырёв) е герой на Михаил Булгаков от романа „Майстора и Маргарита“.

## Сюжет
В началото на книгата Бездомни е нагъл и циничен, но след прегазването на Михаил Александрович Берлиоз той се променя много. След като преследва Воланд, Коровиев и Бегемот по московските улиции и се появява в Грибоедов (дома на писателите) по долни дрехи, той е заведен в психиатрична клиника, където се запознава с Майстора – мистериозен писател и става жаден слушател на историите му за Маргарита – отдавна изгубената любов на Майстора.